# Projekt 1160 Orel
Projekt 1160 Orel byl plánovanou třídou sovětské letadlové lodě, která se jako první měla vyrovnat těm americkým. Projekt byl oznámen v roce 1971 a oficiálně schválen v roce 1972. Navržené plavidlo se přitom v mnoha rysech podobalo americkým těžkým letadlovým lodím třídy Kitty Hawk. Měla mít úhlovou palubu a parní katapulty. Na realizaci projektu se nakonec nedostalo a celý projekt byl v roce 1973 zrušen také proto, že Sovětský svaz tehdy neměl zkušenosti s konstrukcí tak velkých lodí. Podobnou koncepcí na Orla v 80. letech navázal rovněž nedokončený Projekt 1143.7 / třída Uljanovsk.